# Conflenti
Conflenti (Cujjìanti in calabrese) è un comune italiano di 1 325 abitanti della provincia di Catanzaro in Calabria.

## Geografia fisica

### Territorio
Conflenti è situato sui fianchi del Monte Reventino. Il centro abitato viene normalmente diviso in Conflenti superiore (soprano) e Conflenti inferiore (sottano). Va aggiunto che un'importante sezione di Conflenti è rappresentata dalla frazione di San Mazzeo, posta a 903 metri di altitudine, che si estende nella montagna a cui Conflenti fa fronte fino a Lamezia Terme.
Il territorio comunale si estende in altitudine dai 350 m circa della frazione Muraglie fino all'anticima del monte Reventino a quota 1410. I due borghi principali si trovano a circa 550 m s.l.m.

## Origine del nome
Il nome deriva probabilmente dalla sua posizione alla confluenza di due piccoli fiumi (i confluenti).

## Società

### Evoluzione demografica
Abitanti censiti

### Tradizioni e folclore
Feste in onore dei Santi

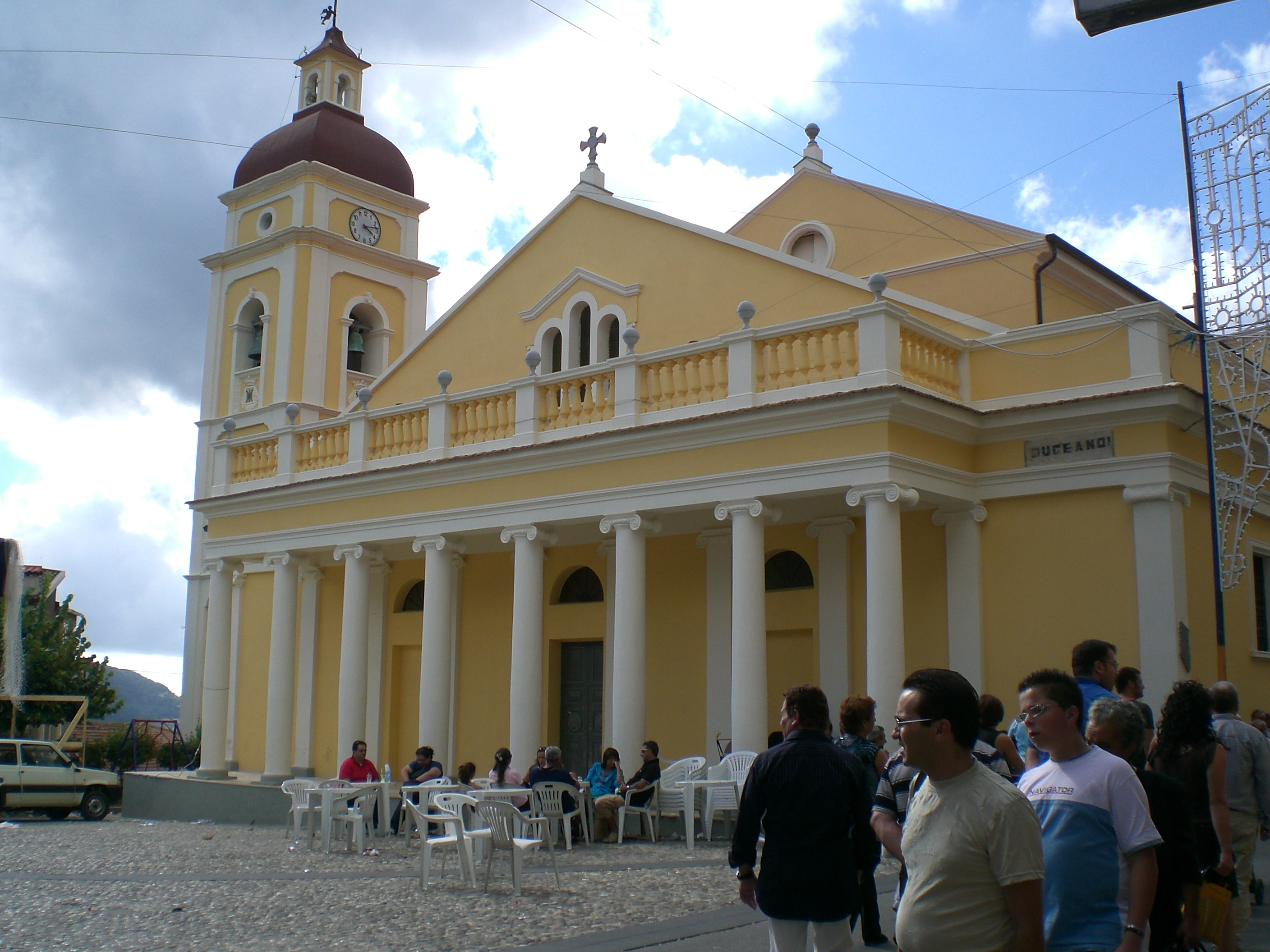
Il retro della Chiesa della Madonna di Visora e il campanile

- Sant'Andrea (30 novembre-Confl. Inf.)
- Madonna della Quercia (ultima domenica di agosto-Confl.Inf.)
- S. Nicola (seconda domenica di maggio-Confl. Sup.)
- Festa della Madonna della Quercia, per ricordare la salvazione dal terremoto del 1783 (7 febbraio)
- Festa della Madonna della Querciuola (2 luglio)
- Festa dell'Immacolata (8 dicembre-Confl. Inf.)
- Santa Lucia (13 dicembre-Confl. Sup.)
- Sant'Anna (1ª domenica di agosto-S. Mazzeo fraz.ne di Confl.)

Fiere
- Fiera di Sant'Anna (San Mazzeo)-1ª domenica di agosto.
- Fiera della Madonna della Quercia (Confl. Inf.)-Ultima settimana di agosto (da giovedì a domenica).

## Cultura
Famoso evento della località è la celebrazione della Madonna di Visora, che si tiene ogni anno nell'ultima settimana di agosto.
La ricorrenza celebra una serie di apparizioni e di miracoli mariani che sarebbero occorsi a vari abitanti del posto, a partire dal 1578; per questo fu costruita in seguito nel territorio montano di Conflenti una chiesetta, conosciuta come Querciuola. Sede principale della festa, nonché meta di continui pellegrinaggi, è la Basilica "Maria SS. delle Grazie della Quercia di Visora", recentemente (31.05.2018) eretta a Basilica minore.

### Cucina
Dolci (buccunotti, mustazzuoli, panette), grispelle, olio, vino, salumi, cesti.

## Amministrazione
| Periodo        | Periodo        | Primo cittadino            | Partito                            | Carica  | Note |
| -------------- | -------------- | -------------------------- | ---------------------------------- | ------- | ---- |
| 6 giugno 1993  | 27 aprile 1997 | Giovanni Paola             | lista civica                       | sindaco |      |
| 27 aprile 1997 | 13 maggio 2001 | Giovanni Paola             | Centro Cristiano Democratico       | sindaco |      |
| 13 maggio 2001 | 29 maggio 2006 | Vincenzo Santo Salva Porto | lista civica                       | sindaco |      |
| 29 maggio 2006 | 16 maggio 2011 | Francesco Esposito         | lista civica                       | sindaco |      |
| 16 maggio 2011 | 5 giugno 2016  | Giovanni Paola             | lista civica Insieme per Conflenti | sindaco |      |
| 5 giugno 2016  | 4 ottobre 2021 | Serafino Pietro Paola      | lista civica Conflenti             | sindaco |      |
| 4 ottobre 2021 | in carica      | Emilio Francesco D'Assisi  | lista civica Uniti e liberi        | sindaco |      |